# Mr. Sandman
A Mr. Sandman című slágert 1954-ben írta Pat Ballard, az első lemezfelvételét Vaughn Monroe & His Orchestra készítette el, majd még ugyanabban az évben a The Chordettes és a The Four Aces is bemutatta.
A dal előadója a sláger szövege szerint azt a kéri „Mr. Sandman”-tól (a „Homokembertől”), hogy adjon neki egy álmot.
A kívánt álom az előadó nemétől függően (férfi vagy nő) kissé megváltozik.
A dalocska nagy siker lett és Emmylou Harris 1981-es felvétele sok országban újra igen népszerűvé tette.

## Híres felvételek
Emmylou Harris, Al Hirt, Anita O’Day, Fenton „Jonesy” Jones, Chet Atkins, Chuck Berry, Linda McCartney, The Andrews Sisters, The Four Aces, Pomplamoose, The Chordettes, Les Paul and Mary Ford, Billy Vaughn and His Orchestra, Freddy Morgan, Dolly Parton, Linda Ronstadt, ...
- Mr. Sandman – „Én ébren is álmodom”, Magyar Rádió Vonós Tánczenekara: Pálos György, Ákos Stefi.[1]